# Marc Gignoux
Marc Albert Gignoux (* 11. Oktober 1914 in Lyon; † 27. Oktober 1991 in Paris) war ein französischer Autorennfahrer.

## Karriere
Marc Gignoux war der Sohn eines Industriechemikers und vor dem Zweiten Weltkrieg ein erfolgreicher Skiläufer. Zu seinen Skifreunden zählten Émile Allais, James Couttet und Françoise Matussière, die seine Ehefrau wurde. Im Zweiten Weltkrieg diente er als Alpinjäger bei den Chasseurs alpins. 
Nach dem Krieg begann er mit dem Motorsport. Er startete bei der Coppa d’Oro delle Dolomiti, der Mille Miglia und der Tour de France für Automobile, die er 1952 mit seiner Frau als Beifahrerin auf einem DB 750 gewann. Gignoux startete stets für Deutsch & Bonnet und gab 1953 sein Debüt beim 24-Stunden-Rennen von Le Mans. Das Ergebnis war der 19. Gesamtrang im DB HBR. Es folgte ein 16. Endrang 1954. Seinen letzten Einsatz hatte er beim 12-Stunden-Rennen von Reims im selben Jahr, danach beendete er seine Karriere. 

## Statistik

### Le-Mans-Ergebnisse
| Jahr | Team                          | Fahrzeug | Teamkollege  | Platzierung | Ausfallgrund |
| ---- | ----------------------------- | -------- | ------------ | ----------- | ------------ |
| 1953 | Automobiles Deutsch et Bonnet | DB HBR   | Marc Azéma   | Rang 19     |              |
| 1954 | Ecurie Jeudy-Bonnet           | DB HBR   | Louis Cornet | Rang 16     |              |

### Einzelergebnisse in der Sportwagen-Weltmeisterschaft
| Saison | Team             | Rennwagen | 1   | 2   | 3   | 4   | 5   | 6   | 7   |
| ------ | ---------------- | --------- | --- | --- | --- | --- | --- | --- | --- |
| 1953   | Deutsch & Bonnet | DB HBR    | SEB | MIM | LEM | SPA | NÜR | RTT | CAP |
| 1953   | Deutsch & Bonnet | DB HBR    |     | DNF | 19  | 4   |     |     |     |
| 1954   | Deutsch & Bonnet | DB HBR    | BUA | SEB | MIM | LEM | RTT | CAP |     |
| 1954   | Deutsch & Bonnet | DB HBR    |     |     | DNF | 16  |     |     |     |